# Acrapex mpika
Acrapex mpika is een vlinder van de familie van de uilen (Noctuidae). De wetenschappelijke naam van deze soort is voor het eerst voorgesteld door Bruno Pierre Le Ru in een publicatie uit 2014.
De soort komt voor in Zambia.